# 薩塞克斯公爵哈里王子
薩塞克斯公爵哈里王子（1984年9月15日—），全名為亨利·查爾斯·阿爾伯特·大衛（英語：Henry Charles Albert David），是英國王室成員。作為查理斯三世與威爾斯王妃戴安娜的次子，他在英國王位繼承順序中排名第五。
哈里曾先後就讀於韋瑟比學校、拉德格羅夫學校及伊頓公學，後於桑德赫斯特皇家軍事學院完成軍官訓練。他以少尉軍銜加入皇家藍色騎兵團，並曾與兄長威爾斯親王威廉短暫共事。哈里曾兩次被派往阿富汗前線服役：第一次是2007年至2008年間在赫爾曼德省為期十週的部署，第二次則是2012年至2013年作為英國陸軍航空團成員進行為期二十週的任務。
受美國勇士運動會啟發，哈里於2014年創辦勇士不敗運動會並擔任創始贊助人，至今仍積極參與相關事務。兩年後，他與兄長威廉及嫂子威爾斯王妃嘉芙蓮共同發起關注心理健康的「同心協力」（Heads Together）倡議活動。
2018年，哈里在與美國女演員梅根·馬克爾舉行婚禮前獲封薩塞克斯公爵。二人育有兩名子女：阿奇與莉莉貝特。2020年1月，哈里與梅根退出王室高級成員行列，遷居梅根的家鄉南加州，並成立總部位於比佛利山莊、混合營利與非營利性質的企業阿奇威爾。2021年3月，哈里與妻子接受奧花·雲費專訪的電視特輯《奧花與哈利梅根的訪談》引發廣泛關注。夫婦二人還參與拍攝了Netflix紀錄片《哈利與梅根》，該片於2022年12月上映。

## 早年生活

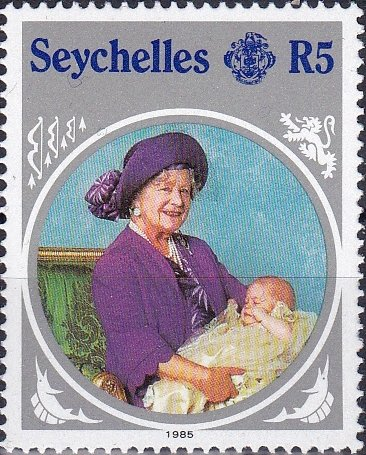
1985年塞舌爾郵票，描繪哈里與其曾祖母伊利沙伯皇太后於其受洗儀式上的畫面

1984年9月15日，哈里王子於英國夏令時間16時20分出生於倫敦帕丁頓的聖瑪麗醫院林都院區，是威爾斯親王查理斯（後為國王查理斯三世）與其首任妻子威爾斯王妃戴安娜的次子，當時其祖母伊利沙伯二世在位。他於1984年12月21日在溫莎堡的聖喬治禮拜堂由時任坎特伯雷大主教羅伯特·朗西施洗，命名為亨利·查理斯·阿爾伯特·大衛（Henry Charles Albert David）。成長期間，家人、朋友及公眾皆稱他為「哈里」，其兄長則暱稱他為「哈羅德」（Harold）。
哈里與其兄長威廉王子在倫敦的肯辛頓宮及格洛斯特郡的海格洛夫莊園長大。戴安娜希望兒子們能比過往王室子女接觸更廣泛的經歷並理解常民生活，因此帶他們造訪華特迪士尼世界度假區、麥當勞、愛滋病診所與無家者收容所等各式場所。哈里幼年即隨父母參與公務訪問，在1985年進行首次海外行程，隨父母出訪義大利。他亦曾於1991年及1998年隨家人訪問加拿大。
哈里的父母於1996年離異。次年，其母於巴黎車禍身亡，事發時他與威廉正隨父親居於巴爾莫勒爾堡，並獲父親告知母親的死訊。在母親葬禮上，12歲的哈里隨父親、兄長、祖父愛丁堡公爵菲臘親王及舅父第九代史賓沙伯爵查理斯·史賓沙步行送殯，隊伍從肯辛頓宮行至西敏寺。
哈里與威廉在30歲時繼承了母親遺產的「大部分」，即1997年留下的1,290萬英鎊。2014年，兄弟倆繼承了母親的婚紗等大量私人物品，包括服飾、鑽石頭冠、珠寶、信件與畫作，還獲得了艾爾頓·強在葬禮上演唱的〈風中之燭1997〉原版歌詞曲譜（由伯尼·陶平與艾爾頓·強創作）。
2002年，《泰晤士報》報導哈里將與威廉共享曾祖母伊利沙伯王太后設立的信託基金，兩人分別於21歲時獲490萬英鎊、40歲時再獲800萬英鎊。據報導，哈里將繼承王太后留給兩兄弟的大部分遺產，因威廉未來將繼承王位並享有其他財務利益。

## 教育
與父親和兄長一樣，哈里在私立學校接受教育。他最初就讀預備學校威瑟比學校。之後，他進入伯克郡的拉德格羅夫學校就讀。通過入學考試後，他獲錄取進入伊頓公學。讓哈里就讀伊頓的決定打破了蒙巴頓-溫莎家族將子女送往高士德學校的傳統——他的祖父、父親、兩位叔叔和兩位表兄姊均曾就讀該校。不過，這讓哈里追隨了哥哥的腳步，也延續了史賓沙家族的傳統，因為他的外祖父和舅舅也曾就讀伊頓。與其兄長的情況類似，王室與小報媒體達成協議，允許哈里在不受干擾的情況下學習，以換取偶爾的拍照機會，這一協議後來被稱為「高壓鍋協議」（pressure cooker agreement）。
2003年6月，哈里以兩門A-Level成績完成伊頓的學業，其中藝術科獲B級，地理科獲D級，並在AS級後放棄了藝術史。他被描述為「頂級運動員」，曾參加競技性馬球和欖球比賽。他的一位前教師莎拉·福賽斯（Sarah Forsyth）聲稱他是一名「成績薄弱的學生」，並指控伊頓教職員合謀幫助他在考試中作弊。伊頓和哈里均否認了這些指控。儘管法庭未就作弊指控作出裁決，但「承認王子在準備A-Level『表現性』專題時獲得了幫助，該專題是他進入桑德赫斯特軍校的必要條件。」。哈里在伊頓期間還加入了學生聯合軍訓隊，並在最後一年成為學員軍官，領導該隊在伊頓軍樂節的年度閱兵。
畢業後，哈里休了一年空檔年，期間他在澳大利亞的牧牛場擔任見習牧場工人，並參加了「英格蘭青年隊對澳洲青年隊」馬球測試賽。他還前往萊索托，與孤兒一起工作，並製作了紀錄片《被遺忘的王國：哈里王子在萊索托》（The Forgotten Kingdom: Prince Harry in Lesotho）。

## 軍旅生涯

### 桑德赫斯特、藍軍與皇家騎兵團、阿富汗部署

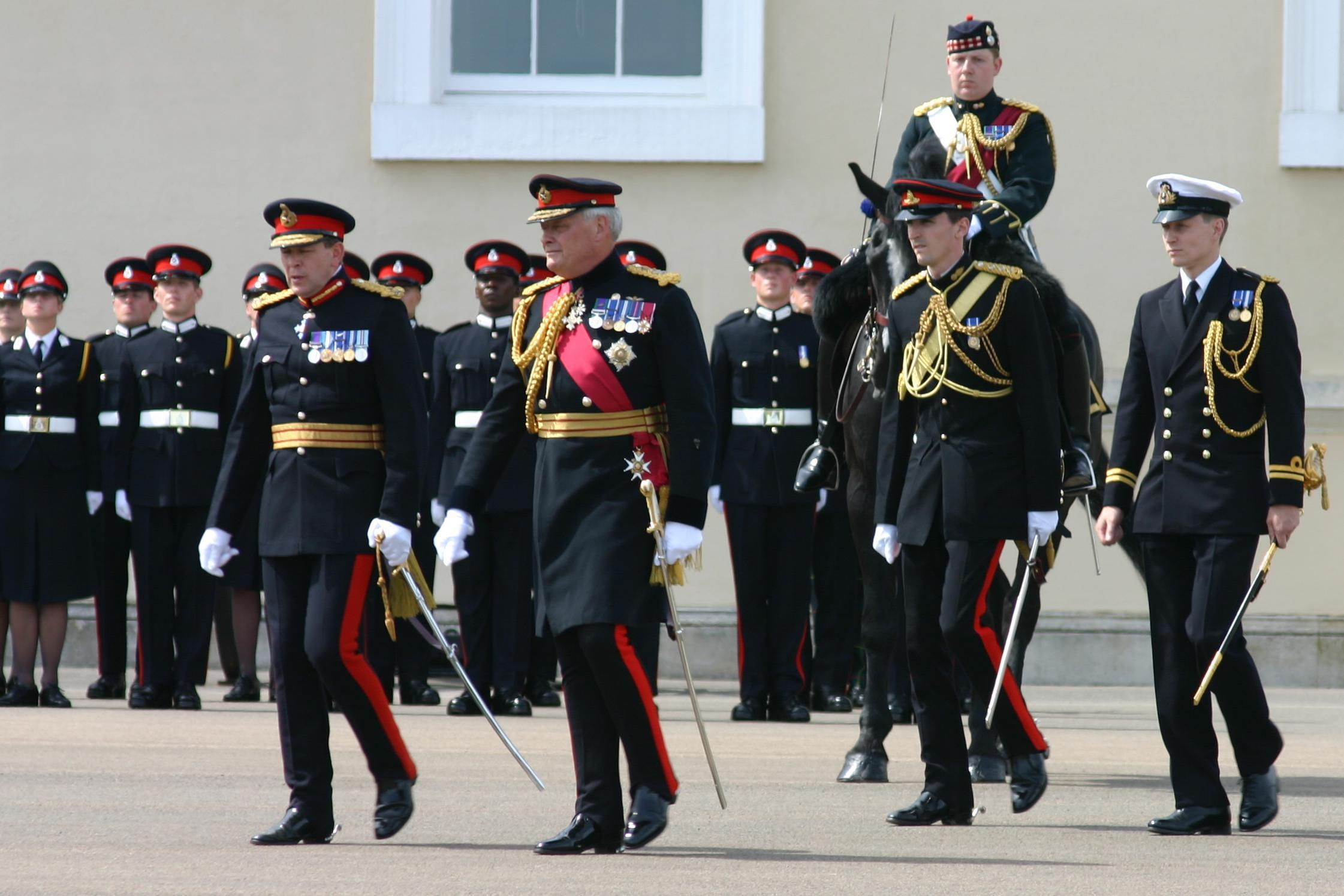
2005年6月21日，哈里（站立於馬匹旁）作為威爾斯軍校學員，參與桑德赫斯特皇家軍事學院校閱典禮

哈里於2004年9月通過陸軍軍官選拔委員會，並於2005年5月8日進入桑德赫斯特皇家軍事學院，期間被稱為「威爾斯軍校學員」，加入阿拉曼連（Alamein Company）。他因左膝傷勢復原，入學時間被迫延後4個月。2006年4月，哈里完成軍官訓練，獲授“陸軍騎兵少尉”軍銜，編入皇家近衛騎兵所屬的皇家藍色騎兵團。2008年4月13日，服役滿兩年的哈里晉升為中尉。
2006年，軍方宣布哈里所屬部隊將於次年派駐伊拉克，引發他是否應上前線的公開辯論。同年4月，英國國防部聲明若部隊參戰，哈里將被調離前線。發言人表示他應「執行最全面的部署任務」，但其角色需受監控，因「他的公開現身可能引發額外關注」而危及自身或部屬安全。國防大臣韋俊安主張應允許他赴戰區前線。哈里回應：「若他們說『不，你不能去前線』，那我就不會拖著這副皮囊熬過桑德赫斯特，更不會有今天。」2006年10月完成部隊指揮官課程後，哈里重返溫莎駐地，負責指揮11名士兵與4輛「彎刀」偵察車。2007年2月22日，國防部與克拉倫斯宮聯合宣布哈里將隨所屬部隊進駐伊拉克，隸屬英國陸軍第3機械化步兵師的英國陸軍第1裝甲步兵旅。
時任英國陸軍參謀長理查德·丹納特將軍於2007年4月30日表示，他親自決定派哈里以部隊指揮官身份赴伊拉克。原定2007年5月至6月間派駐米桑省執行巡邏任務，但丹納特於5月16日改稱哈里不會赴伊。克拉倫斯宮公開哈里的失望，但他表示接受決定。
2007年夏季，哈里於英國皇家空軍利明基地接受聯合終端攻擊管制員培訓。同年6月初，媒體報導哈里抵達加拿大，與加拿大武裝部隊及英國陸軍於亞伯達省梅迪辛哈特附近的加拿大軍隊薩菲爾德基地共同訓練，據稱是為派駐阿富汗做準備——當時加英部隊正參與北約主導的阿富汗戰爭。此消息於次年2月獲英國國防部證實：哈里過去10週秘密以聯合終端攻擊控制員身份部署於阿富汗赫爾曼德省。消息曝光緣於媒體——特別是德國《圖片報》與澳洲雜誌《新思想》——違反加英當局的新聞封鎖。他隨即被撤離，因媒體報導恐危及其與同袍安全。後續報導指出，哈里曾協助廓爾喀部隊擊退塔利班襲擊，並在阿富汗敵區執行巡邏任務。
此次部署使哈里成為自其叔父安德魯王子於福克蘭戰爭駕駛直升機後，首位赴戰區服役的英國王室成員。2008年5月，其姑姑安妮公主在康伯密爾營區授予他阿富汗作戰服役獎章。

### 陸軍航空隊及第二次阿富汗部署
2008年10月，官方宣布哈里將跟隨其兄長、父親和叔叔學習駕駛軍用直升機。哈里進入位於英國皇家空軍紹茲伯里基地的防衛直升機飛行學校，與其兄一同受訓。他於2009年2月未能通過首次飛行員理論考試。2010年5月7日，查理斯王子在中瓦洛普陸軍航空隊基地（AAC）的儀式上授予他飛行徽章。哈里於2011年4月14日獲頒阿帕契飛行徽章（Apache Flying Badge）。2011年4月16日，官方宣布哈里晉升為上尉。2011年6月，克拉倫斯宮宣布哈里將作為阿帕契直升機飛行員參與阿富汗現役行動。最終決定權在國防部高級指揮官手中，主要取決於國防參謀長與哈里、威爾斯親王及女王的協商結果。同年10月，他被調往美國加州軍事基地完成直升機攻擊訓練。此最終階段包括在加州及亞利桑那州海空軍基地進行實彈射擊與「環境判斷訓練」。同月，報導指出哈里在埃爾森特羅海軍航空設施的高強度訓練中名列前茅。在南加州訓練期間，他曾到訪聖地牙哥。2011年11月，哈里返回英國，前往英格蘭東部薩福克郡的沃蒂舍姆飛行站完成阿帕契直升機飛行訓練。
2012年9月7日，哈里抵達阿富汗南部的巴斯蒂恩營，作為百人編制的陸軍航空隊第3團662中隊成員，展開為期四個月的戰鬥任務，擔任阿帕契直升機副駕駛兼砲手。9月10日，抵達阿富汗數日內，塔利班即發出死亡威脅。9月18日報導指出，塔利班襲擊巴斯頓營造成兩名美軍陸戰隊員喪生後，哈里被轉移至安全地點。國防大臣夏文達表示已為哈里制定「額外安保措施」，因其可能成為攻擊目標，但強調作戰時他將面臨「與其他阿帕契飛行員同等風險」。根據事件解密文件，少將格雷格·A·斯特德文特稱：「襲擊當晚他全程熟睡。我們未給予特殊待遇。他來去如常，無人察覺其身份」，且「唯一特別安排是預備避難所以防基地遇襲」。2013年1月21日，官方宣布哈里結束20週阿富汗部署返國。2013年7月8日，國防部宣布哈里成功取得阿帕契飛行指揮官資格。哈里將在阿富汗操作阿帕契武器系統比作玩電子遊戲。
哈里在2023年回憶錄《備胎》中透露，他執行過六次任務並擊斃25名塔利班成員，寫道他受訓時不將對方視為「人」而是「棋盤上移除的棋子」，並稱「這數字未帶給我滿足，但亦無羞愧」。哈里自白公開後，英國前皇家海軍陸戰隊突擊隊員、諾扎德狗狗慈善機構創辦人彭法辛於2023年1月6日撤離喀布爾，以避免「前軍人可能遭遇的報復攻擊」。哈里言論引發塔利班成員、英國政界及軍方人士強烈反彈。

### 倫敦軍區司令部與勇士不敗運動會

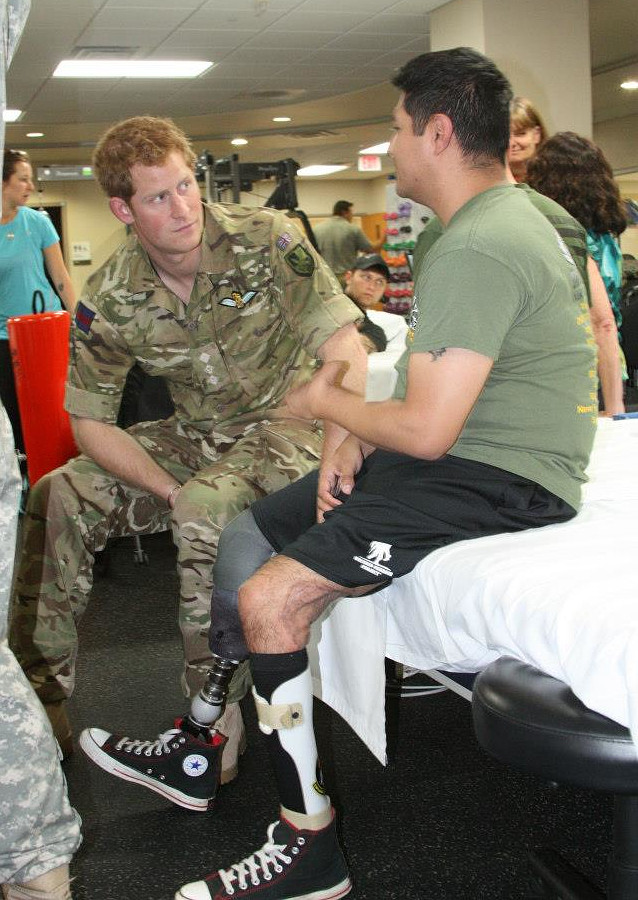
哈里（左）於2013年5月15日在美國馬里蘭州貝塞斯達的沃爾特·里德國家軍事醫學中心與一名受傷士兵交談

2014年1月17日，英國國防部宣布哈里已完成在陸軍航空兵第3團的派遣任務，將轉任倫敦軍區司令部的SO3級別參謀（國防交流職務），負責協調陸軍在倫敦的重大項目與紀念活動，辦公地點位於倫敦市中心的騎兵衛隊總部。
2014年3月6日，哈里發起為傷殘軍人及女性舉辦的勇士不敗運動會，該活動於2014年9月10日至14日舉行。同年4月29日，哈里於威爾特郡的泰德沃斯莊園會見英國參賽選手，啟動選拔程序。5月15日，他以運動會主席身份出席BT塔的門票發售活動，並通過官方推特帳號發布推文。為宣傳賽事，他接受BBC廣播二台主持人克里斯·埃文斯專訪時表示：「籌備勇士不敗運動會目前是我的全職工作。」該節目於7月31日播出。哈里後於《星期日泰晤士報》撰文，描述阿富汗經歷如何激發他協助傷兵，並在參觀勇士運動會後決心創辦勇士不敗運動會。8月，他於波特斯菲爾德公園公布英國參賽隊伍名單，呼籲隊員「擊敗所有對手」。作為主席，他全程參與9月8日至14日的賽事活動。
2015年1月，哈里被報導將通過國防部「國防康復計劃」（Defence Recovery Capability scheme）協助傷兵，與倫敦軍區個人康復組（London District's Personal Recovery Unit）合作。王室數週後證實此計劃與英雄援手及皇家英國軍團共同推行。1月底，哈里訪問皇家英國軍團設立的「戰後復歸中心」（The Battle Back Centre）及伯明翰伊利沙伯王后醫院的費雪之家英國分部，該中心由英雄援手、費雪之家基金會與醫院慈善機構共建。費雪之家基金會為運動會贊助方之一。2月至3月間，哈里視察約克郡北部卡特里克駐軍地的英雄援手康復中心「鳳凰屋」（Phoenix House），以及科爾切斯特的梅爾維爾軍營內由多方合作的「沙瓦士VC康復中心」（VC House Personnel Recovery Centre）。

### 借調至澳洲國防軍

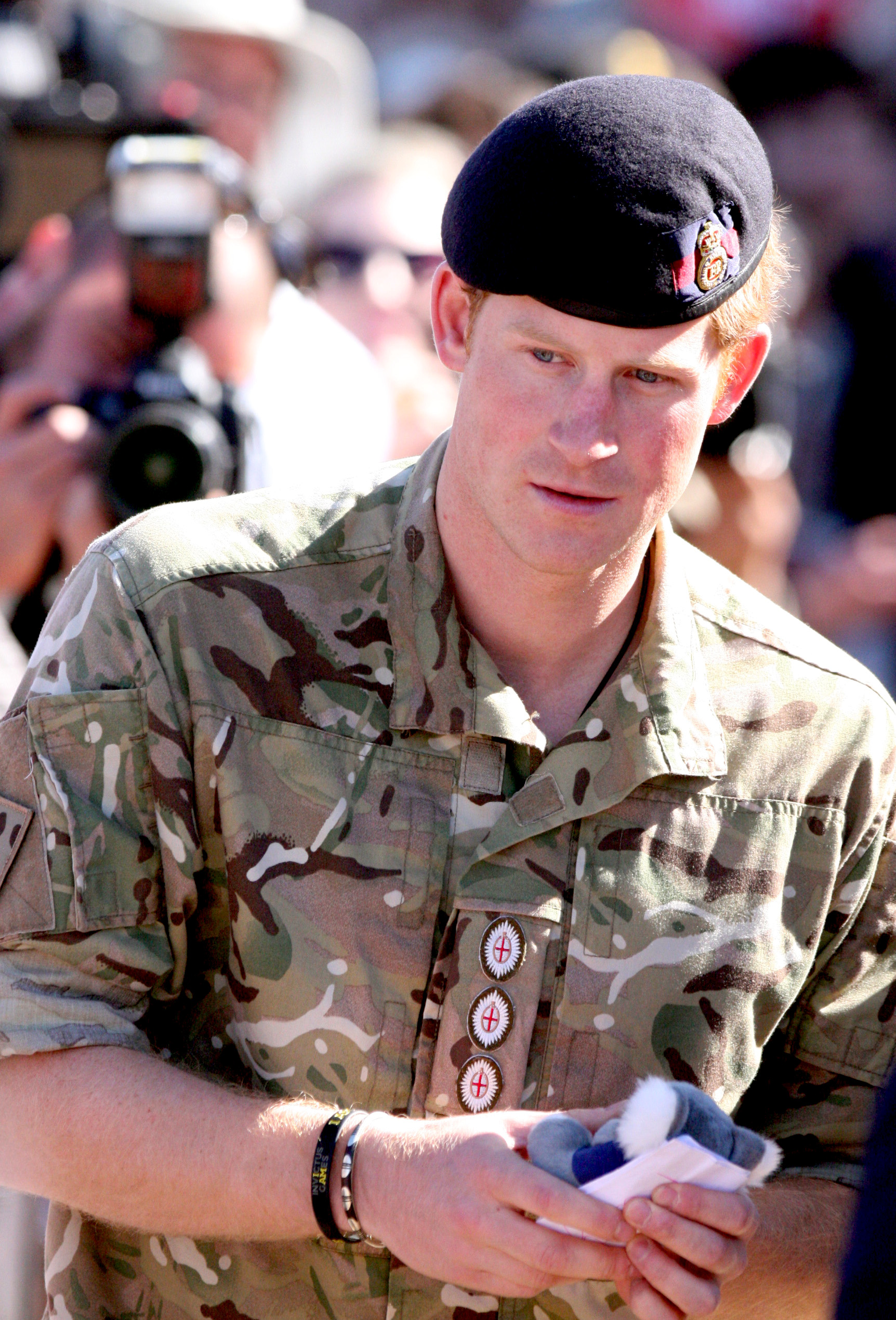
2015年5月，哈里身處新南威爾士州

2015年3月17日，肯辛頓宮宣布哈里將於同年6月離開軍隊。在此之前，他將於4月至5月期間借調至澳洲國防軍，並在達爾文、珀斯和悉尼的軍營度過四周。離開軍隊後，哈里在考慮未來規劃的同時，將以志願者身份重返國防部工作，支援該部「康復能力計劃」的個案管理人員，協助倫敦行政區內接受身心護理的人員及相關行政工作。
2015年4月6日，哈里在坎培拉的皇家軍事學院鄧特倫校區，向澳洲國防軍司令、空軍上將馬克·賓斯金報到。當日他飛抵達爾文，開始為期一個月借調至澳洲國防軍第1旅的任務，期間還參與了西北機動部隊及航空單位的分遣行動。在珀斯期間，他與特種空勤團（Special Air Service Regiment）共同訓練，參與了特種空勤團選拔課程，包括體能測試和與候選人一起的體能訓練，並與特種空勤團成員進行多種特種武器實彈射擊演練。此外，他還完成了剛性充氣艇突擊登陸訓練。在悉尼，他與第2突擊兵團進行城市作戰訓練，內容包括遙控引爆簡易爆炸裝置和繩降建築物，並以副駕駛身份搭乘陸軍黑鷹直升機飛越悉尼，與澳洲皇家海軍潛水隊在悉尼港參與反恐訓練。
哈里的澳洲國防軍借調任務於2015年5月8日結束，並於2015年6月19日辭去短期服役委任。

### 退役後
2021年，哈里將自己10年（2005年至2015年）的軍旅生涯描述為「一生中最快樂的時光」。自離開軍隊以來，他通過勇士不敗運動會、榮譽軍職及其他官方活動持續密切參與軍事事務。2017年12月19日，他接替祖父菲臘親王成為皇家海軍陸戰隊上將。2018年5月，他晉升為英國皇家海軍的海軍少校、英國陸軍的少校及英國皇家空軍的中隊長。
2020年1月18日，白金漢宮宣布達成協議，哈里將「退出王室職務，包括官方軍事任命」。2021年2月，王室確認哈里將卸任皇家海軍陸戰隊總隊長職務，並歸還所有其他榮譽軍事任命。

## 個人生活

### 早期戀情
在哈里21歲生日的採訪中，他把津巴布韋裔南非商人查爾斯·戴維（Charles Davy）的女兒——切爾西·戴維稱為他的女友。戴維在哈里獲得阿富汗作戰服役獎章時在場，並參加了其父親為他頒發飛行徽章的畢業典禮。2009年初，有報導稱兩人結束了長達五年的戀情。
在2023年的回憶錄中，哈里提到與戴維分手幾個月後，他認識了卡洛琳·弗拉克，並形容她「風趣」、「甜美」且「酷」。兩人交往了一段時間，但根據哈里的說法，媒體的干擾「無可挽回地玷污」了他們的關係。弗拉克也在自己的自傳中談及這段戀情。
2012年5月，哈里的表妹尤金妮公主將他介紹給女演員兼模特兒克雷西達·伯納斯，她是第六代豪伯爵愛德華·柯曾的外孫女。2014年4月30日，有報導稱兩人已友好分手。

### 婚姻與家庭

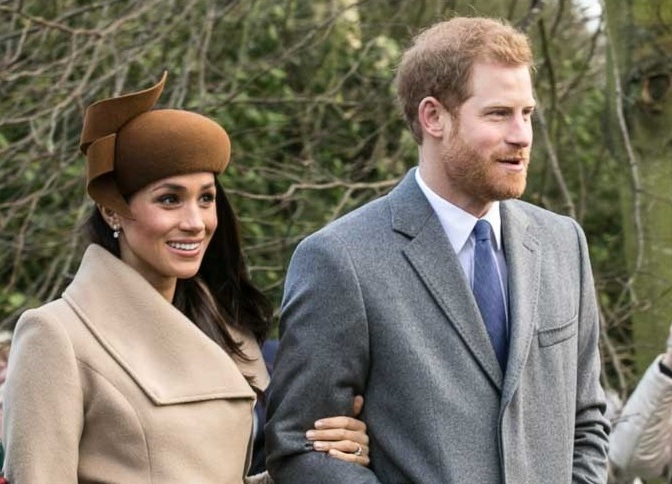
2017年聖誕節的哈里和梅根

2016年中旬，哈里開始與美國女演員梅根·馬克爾交往。據兩人所述，他們最初通過Instagram相識，但他們也有提過兩人是由一位共同朋友於2016年7月安排的相親中相識。同年11月8日，即兩人關係被媒體公開八天後，哈里指示其通訊秘書發表聲明，對主流媒體和網路白目對其女友的貶損與不實言論表達個人憂慮。2017年9月，哈里與梅根首次在多倫多勇士不敗運動會公開同框。同年11月27日，哈里的父親宣布兩人訂婚。此消息引發普遍正面反響，尤其在大英國協內混血或原住民人口為主的國家，對王室迎來首位混血成員多表認同。
2018年5月19日，兩人於溫莎城堡的聖喬治禮拜堂舉行婚禮。後在2021年電視專訪《奧花與哈利梅根的訪談》中透露，婚禮前三日他們已於自宅花園在坎特伯雷大主教見證下私下交換誓言，但此儀式不具宗教或法律效力。
婚後，薩塞克斯公爵夫婦最初居住於倫敦肯辛頓宮園區內的諾丁罕別墅。2018年5月，媒體報導兩人租下科茨沃尔德大蒂尤莊園（Great Tew Estate）內的WestfieldLarge別墅，租期兩年，後因狗仔公開房屋內部照片而退租。夫婦曾考慮入住肯辛頓宮21室的1號公寓，但最終搬至溫莎城堡家庭公園內的浮若閣摩爾別墅，此為伊利沙伯二世贈予的禮物。英國皇家財產局耗資240萬英鎊翻修別墅，費用由君主撥款支付，公爵後續償還超出修復與常規維護的開支，部分款項以當時應付租金抵扣。
2019年5月6日，夫婦長子阿奇誕生。其辦公室遷至白金漢宮，後因薩塞克斯夫婦停止「代表女王履行公務」，於2020年3月31日正式關閉。在加拿大與美國短居後，夫婦於2020年6月購入蒙特西托里文岩莊園舊址的宅邸。同年7月，梅根經歷流產。2021年6月4日，女兒莉莉貝特出生。夫婦飼養一隻名為Pula的拉布拉多犬及兩隻名為Guy與Mamma Mia的比格犬。
2017年哈里曾表示有「五至六名」教子女，其中部分後來出席其婚禮。

### 健康狀況
1988年5月，哈里接受了疝氣修復手術。2000年11月，他在伊頓公學踢足球時拇指骨折，並接受了小手術。在其回憶錄《備胎》中，哈里承認17歲時曾吸食可卡因。2002年有報導稱，在查理斯的鼓勵下，哈里曾造訪戒毒中心與成癮者交流，因他在2001年夏季於父親的海格羅夫莊園及當地酒吧吸食大麻並飲酒。他在回憶錄中補充，自己曾在伊頓公學及肯辛頓宮花園吸食大麻，但後來在法庭上聲明「從未在父親家中吸食」。回憶錄還詳述他於2016年1月在柯特妮·考克斯家中派對上服用迷幻蘑菇的經歷。
2017年，哈里在布萊妮·戈登的播客《Mad World》中透露，在兄長支持下，他於母親去世多年後開始接受心理諮商。他坦言自己曾因情緒暴躁、在王室公務期間恐慌發作而「多次瀕臨崩潰」。後續訪談中，他提到透過拳擊釋放心理壓力與攻擊性，並承認除心理治療外，曾以酒精及實驗性藥物（包括迷幻藥物、死藤水、赛洛西宾等）緩解喪母後的創傷，且其症狀「極符合」創傷後壓力症候群。
在2021年首播的心理健康紀錄片《你看不見的我》中，哈里表示在未婚妻鼓勵下接受四年心理治療，以應對20多歲時因公務過載導致的恐慌發作、嚴重焦慮及職業倦怠。他在播客《安樂椅上的專家》中將心理問題歸因於家族世代沿襲的育兒方式及「遺傳性痛苦」，認為根源來自「父母承受的傷痛」。2023年回憶錄中，他自述患有廣場恐懼症。

### 政治觀點
2020年9月，哈里與妻子發布了一段影片，呼籲美國選民在2020年美國總統選舉中「拒絕仇恨言論、錯誤資訊和網絡負面情緒」，此舉被部分人視為對拜登的隱性支持。哈里曾成為俄羅斯喜劇二人組沃萬與萊克斯的惡作劇對象，他們在2020年除夕和1月22日的兩通電話中冒充氣候活動家格蕾塔·通貝里及其父親。在對話中，哈里形容自己離開王室的決定「並不容易」，並批評特朗普在氣候變化問題上的立場以及他對煤炭產業的支持。
2021年5月，哈里做客戴克斯·夏普德和莫妮卡·帕德曼的播客節目《安樂椅上的專家》，談及美國的言論自由及相關法律，表示：「我對第一修正案有許多看法，雖然我並不完全理解它，但它簡直瘋狂。」他補充說這是「一個龐大的主題，而我不太理解」，並強調人們可能「利用未言明之事而非維護已言明之事」。這些言論引發了美國和英國保守派人士的反彈，包括泰德·克鲁兹、丹·克倫肖、奈杰尔·法拉奇、坎迪斯·欧文斯、傑克·波索比克和勞拉·英格拉漢姆等人公開批評他。
2021年11月，在《連線》雜誌的會議上，哈里聲稱在2021年美國國會大廈襲擊事件前一天，他曾發電子郵件給Twitter時任CEO傑克·多西，警告可能發生的社會動盪，但未獲回應。同月，英國保守黨議員麥忠義在英國下議院宣布，哈里支持免除外籍英國退伍軍人及其家人簽證費用的提案，認為此舉「在道德上是正確的」，而非「政治干預」。
2022年6月，梅根在接受《Vogue》採訪時形容哈里對美國最高法院在多布斯訴傑克遜婦女健康組織案中否定墮胎憲法權利的裁決反應為「發自內心的」。哈里於同年7月在的聯合國演講中譴責該裁決是「憲法權利的倒退」。最高法院大法官塞繆爾·阿利托在演講中批評哈里等外國人士對「美國法律」的評論。
2023年6月，哈里在向法庭提交的證詞中打破王室慣例，批評英國政府。他指責英國媒體和政府「已跌至谷底」，並稱媒體未監督政府，反而「與其同流合污以維持現狀」。

### 吸毒與美國簽證申請
2023年3月，傳統基金會向多個政府機構提交了一份關於哈里吸毒的檔案，詢問他是否在美國簽證申請中承認過往吸毒史。次月，該基金會對美國國土安全部提起訴訟，要求公開其移民記錄。
2024年3月，美國政府被命令將哈里的簽證申請細節提交給華盛頓特區法院。此舉源於傳統基金會一年前向國土安全部提出的資訊自由請求最初遭拒。2024年9月，傳統基金會提起的訴訟因兩份密封命令和一份密封的「備忘意見書」而終結。該基金會隨後請求「撤銷」裁決並公開法官與國土安全部之間的保密通信。法官卡爾·尼科爾斯（Carl Nichols）下令於2025年3月18日前公開經編輯的法庭文件。最終公開的82頁文件分散於七份證據中，內容經過大量編輯且未包含簽證申請本身，其移民狀態未被披露，亦未證實他是否在申請中坦承吸毒。移民官員在案件中辯稱，傳統基金會「未能提供任何政府不當行為的證據」，而哈里的團隊則聲明他「誠實無欺」，文件顯示他未獲特殊待遇。
2025年2月，美國新任總統特朗普排除將哈里驅逐出境的可能，並向《紐約郵報》表示：「我不會找他麻煩。」

## 公務工作

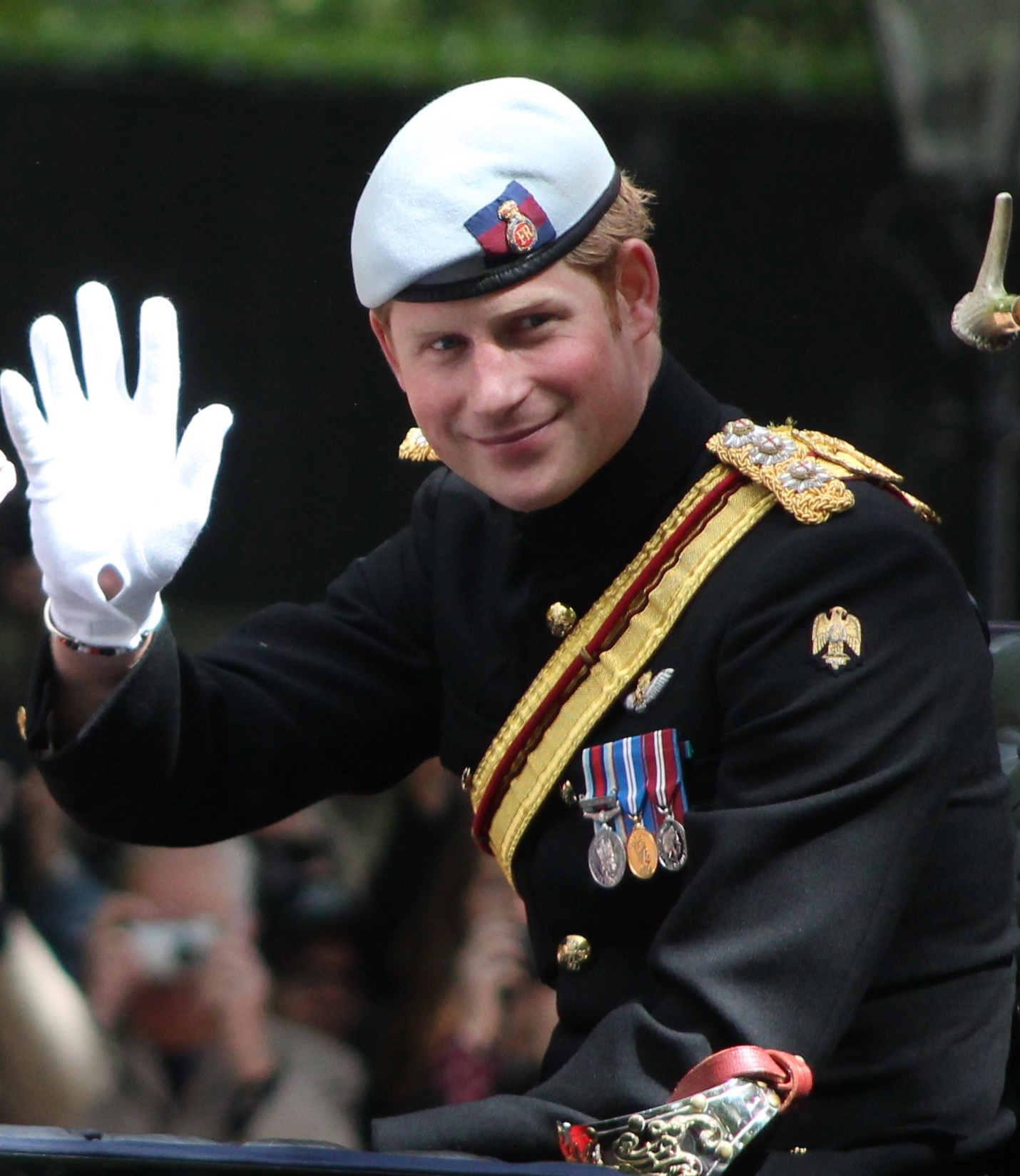
2013年6月，哈里參加軍旗敬禮分列式。

21歲時，哈里被任命為國務顧問並開始履行職責。2009年1月6日，伊利沙伯二世批准哈里與威廉王子成立自己的內廷。此前，威廉和哈里的事務均由父親在倫敦市中心克拉倫斯宮的辦公室處理。新成立的內廷發表聲明，宣布他們已在附近的聖詹姆士宮設立辦公室，負責處理公務、軍事及慈善活動。
2012年3月，作為女王鑽禧慶典的一部分，哈里率領官方代表團訪問伯利茲。他隨後訪問巴哈馬和牙買加，當時牙買加總理波蒂亚·辛普森-米勒正考慮啟動將牙買加改制為共和國的進程。2013年5月，哈里對美國進行正式訪問。此行旨在促進英美傷兵康復、宣傳個人慈善事業及支持英國利益，行程包括華盛頓特區、科羅拉多州、紐約州、新澤西州和康乃狄克州。他在新澤西州會見了颶風桑迪的倖存者。2013年10月，哈里首次對澳大利亞進行正式訪問，參加在雪梨港舉行的國際艦隊檢閱。他還訪問了位於珀斯的澳大利亞特種空勤團總部。
2014年11月6日，哈里在西敏寺主持國殤紀念花園揭幕儀式，此任務通常由菲臘親王負責。同年4月，他與父親查理斯一同前往土耳其，參加加里波利之戰100週年紀念活動。2015年10月，哈里在美國進行一日公務活動，與第一夫人蜜雪兒·歐巴馬及第二夫人吉爾·拜登在貝爾沃堡共同啟動2016年奧蘭多勇士不敗運動會。他隨後出席勇士不敗運動會董事會會議，並在英國大使官邸參加啟動慶祝招待會。
2015年11月30日至12月3日，他對南非進行正式訪問，在開普敦代表女王向大主教頒發名譽勳位。哈里還參加在開普敦瓦爾德維邨舉行的森特巴萊皇家禮砲馬球杯（Sentebale Royal Salute Polo Cup），為森特巴萊籌款。2016年3月19日至23日，哈里訪問尼泊爾，協助英國魯比康隊（Team Rubicon UK）重建一所中學，並考察尼泊爾中部的水電項目。

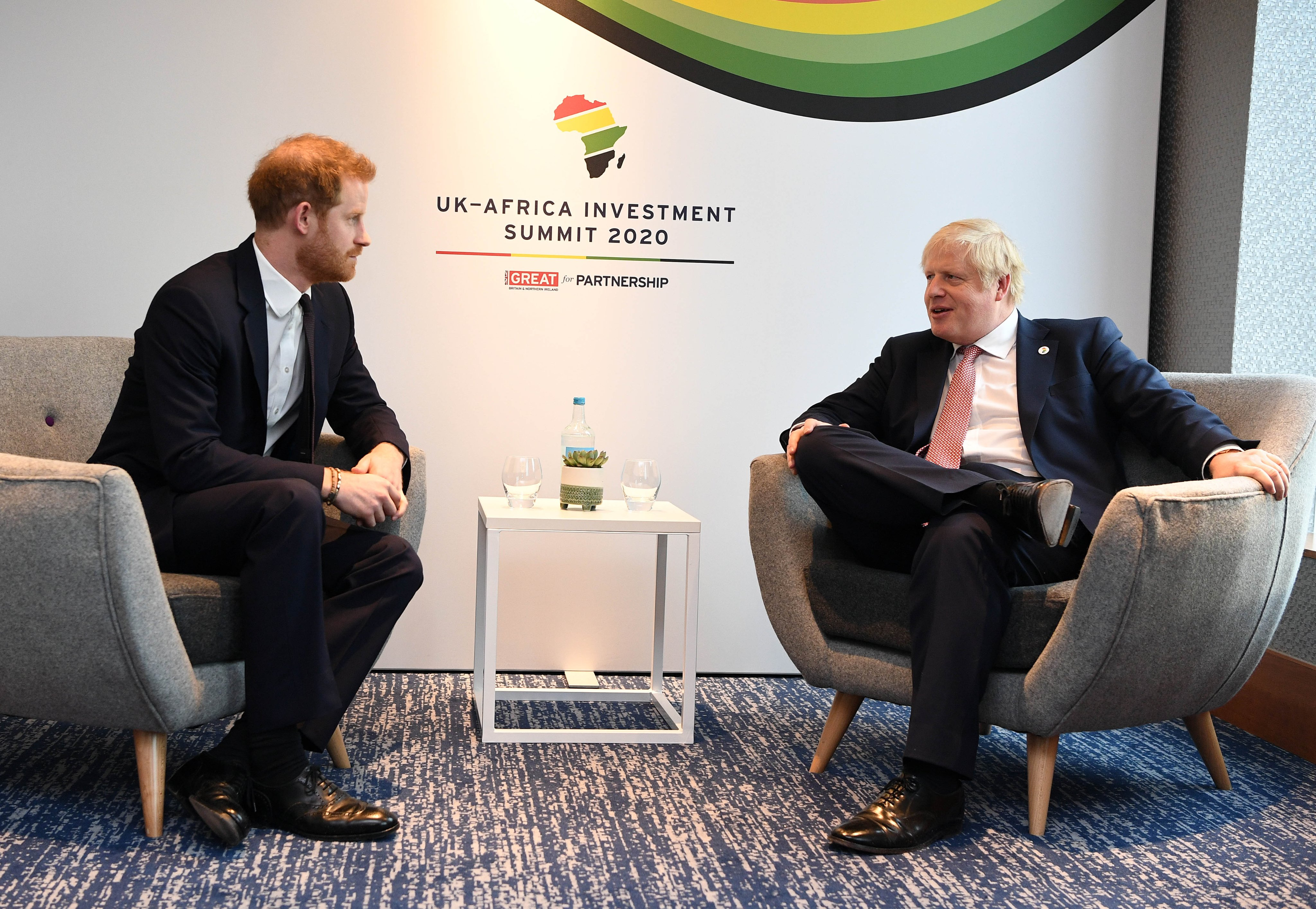
2020年英國-非洲投資峰會上，哈里與英國首相鮑里斯·強森合影

2018年4月，哈里被任命為英聯邦青年大使，並擔任該職務至2020年3月。同月，哈里成為活動的贊助人，該活動聚集了一群退伍軍人，於2018年中參與橫跨美國1,000英里的遠征。4月，哈里被任命為女王英聯邦信託基金主席，該組織專注於涉及兒童及囚犯福利的項目。該信託基金定期舉行線上問答會議，並將內容上傳至YouTube供公眾觀看。他擔任該職務直至2021年2月。
2018年7月，哈里與妻子梅根一同訪問都柏林，是兩人婚後首次海外訪問。2018年10月，薩塞克斯公爵夫婦前往悉尼參加勇士不敗運動會，此行是太平洋訪問的一部分，兩人分別到訪澳洲、斐濟、湯加和紐西蘭。
哈里自認為是女性主義者。2019年2月訪問摩洛哥期間，公爵夫婦重點關注女性賦權、女童教育、包容性及社會企業精神等議題。2019年，哈里夫婦為建立獨立於劍橋公爵夫婦的辦公室，創建了Instagram帳號，該帳號當時創下了最快達到百萬粉絲的紀錄。
2019年9月訪問安哥拉期間，哈里參觀了羅安達的項目，該項目由第一夫人安娜·迪亞斯·洛倫索發起，旨在通過教育、醫療檢測和治療預防愛滋病毒母嬰傳播。他還與愛滋病毒陽性的青少年會面。在參觀伦格-路易安那国家公园時，哈里宣布了女王英聯邦林冠的一項計劃，通過在森林中為大象提供安全通道，保護「古老的大象遷徙路線」。
2019年9月至10月，哈里夫婦展開南部非洲訪問，包括馬拉威、安哥拉、南非和波札那。這是他們首次帶同兒子阿奇進行正式訪問。2006年至2019年間，哈里共完成了1,190場公開活動。

## 退出王室職務及後續活動

### 退出王室高級成員職務
2020年1月，薩塞克斯公爵夫婦宣布將退出王室高級成員職務，並往返居住於英國與北美兩地。白金漢宮聲明確認，公爵夫婦將實現財務獨立並不再代表女王履行公務。據2020年數據，哈里與梅根當時95%的收入來源於其父查理斯通過康和公國年撥付的230萬英鎊。夫婦二人保留「殿下」頭銜但被禁止使用。其王室職務過渡期為12個月，至2021年3月結束。  

### 後續公開活動
2020年3月，哈里與賽車手路易斯·咸美頓共同出席銀石賽道的「銀石體驗館」（Silverstone Experience）開幕活動，此為其最後一次以王室高級成員身份單獨執行公務。同年3月9日，夫婦二人出席西敏寺的英聯邦日儀式，此為其正式退出前的末次聯合公務活動。據《每日電訊報》2020年估算，哈里個人資產約為3000萬英鎊。2022年6月，二人於白金禧年感恩崇拜期間重返英國，為退出後首度官方公開露面。
2022年9月，薩塞克斯夫婦赴英國與德國參與曼徹斯特及杜塞爾多夫多場慈善活動。同年9月8日，當哈里與梅根於倫敦籌備慈善活動時，伊利沙伯二世於蘇格蘭巴尔莫勒尔堡逝世，二人遂留英參與葬禮。
2024年5月，哈里與梅根訪問尼日利亞以表彰「勇士不敗運動會」相關工作。據CNN報導，此行聚焦「運動康復、心理健康及女性賦權」議題。

### 平民生活與投資
2019年夏季，在2020年1月宣布退出王室職務前，哈里與妻子曾與已停止營運的串流平台Quibi創辦人杰弗瑞·卡森伯格洽談合作，可能無償參與該平台服務，但最終決定不加入該項目。2019年9月，有報導稱這對夫婦聘請了紐約公關公司桑夏恩·萨克斯（Sunshine Sachs），該公司為他們服務至2022年。兩人還與亞當·利林的一家旨在將初創公司與影響者和投資者聯繫起來的風險投資基金合作。2019年至2020年間，哈里與梅根通過第三方來源參與了《Finding Freedom》一書的創作。儘管最初否認參與該書，但在梅根起訴聯合報業的案件中，兩人對該書的貢獻變得明顯，該案中聯合報業試圖利用該書作為辯護。
2020年6月，他們與媒體公司奮進公司旗下的哈里沃克經紀公司（Harry Walker Agency）簽約，進行有償公開演講活動。2020年9月，薩塞克斯公爵夫婦與Netflix簽訂了私人商業協議。2020年12月，公爵與公爵夫人與Spotify簽訂了多年協議，通過他們的音頻製作公司阿奇韋爾音頻（Archewell Audio）製作和主持自己的節目。2020年12月，兩人在該平台上發布了一期節日特別節目。2023年6月，Spotify宣布不再繼續合作，取消了僅播出一季12集的《原型》。關於薩塞克斯夫婦的紀錄片《哈利與梅根》由Netflix與兩人的阿奇韋爾製作公司（Archewell Productions）製作，於2022年12月8日首播，由莉茲・賈柏斯執導。該系列獲得了褒貶不一的評價。2024年4月，有消息稱阿奇韋爾製作公司正與Netflix合作為該平台製作兩部關於生活方式和馬球的新節目。
2021年3月，舊金山心理健康初創公司宣布哈里將成為其首位影響力總監，該公司幫助人們聯繫教練或顧問。同月，哈里被任命為阿斯彭研究所信息混亂委員會的委員，進行為期六個月的美國錯誤信息和虛假信息狀況研究。該研究於2021年11月作為報告發布，提出了15項建議。次月，哈里以BetterUp首席影響官的身份接受《快公司》採訪，表示近期人們離職的趨勢（又稱大辭職）值得慶祝，但他的言論因來自特權立場而受到批評。2022年4月，有報導稱該公司的教練對評估服務的新指標以及哈里在公司實際角色的不透明性提出了批評。
2019年4月，有消息稱哈里正與奧花·雲費合作擔任一部關於心理健康的紀錄片系列的聯合創作人和執行製片人，該系列最初定於2020年在Apple TV+上播出。後來宣布該系列名為《你看不見的我》，將於2021年5月21日發布。次月，UCAS報告稱，在大學申請中聲明心理健康問題的學生比例有所增加，並將自助書籍和哈里關於自己與「恐慌症和焦慮」鬥爭的言論列為促成因素。2021年10月，哈里與梅根宣布與紐約市永續投資公司Ethic合作，該公司也管理兩人的投資。根據兩人阿奇韋爾基金會註冊地特拉華州的文件，哈里與梅根從2020年初開始成立了11家公司和一家信託，其中包括持有他們書籍版權的奧里諾科出版有限公司（Orinoco Publishing LLC）和佩卡出版有限公司（Peca Publishing LLC），以及持有基金會標誌的鵝卵石巷有限公司（Cobblestone Lane LLC）和IPHW有限公司。
2021年7月，有消息稱哈里將通過企鵝蘭登書屋出版回憶錄《備胎》，據報導哈里獲得了至少2000萬美元的預付款。《備胎》由小說家J·R·莫林格代筆。據報導，這本回憶錄是一份出版四本書的協議中的第一本，該協議還包括哈里的第二本書和梅根的一本健康指南。《備胎》於2023年1月10日正式以16種語言出版，並成為英國銷售最快的非小說類書籍，出版當天所有格式的銷量確認達到40萬冊。哈里宣布將回憶錄的150萬美元收益捐給慈善機構“森特巴萊”，同時將30萬英鎊捐給“健康兒童”組織。

## 慈善工作

### 人道與環保活動
哈里擔任多個組織的贊助人，包括健康兒童、多倫威爾斯（Dolen Cymru）、行動地圖和倫敦馬拉松慈善信託基金。他於2019年退出行動地圖，並於2021年退出倫敦馬拉松慈善信託基金。2007年，他與威廉共同籌辦了紀念戴安娜音樂會，以紀念母親戴安娜，並為她與威廉、哈里的慈善項目籌款。2008年10月，哈里與兄長展開為期八天、全程1,000英里的摩托車騎行，穿越南非為“森特巴萊”、聯合國兒童基金會和納爾遜·曼德拉兒童基金會籌款。2009年9月，威廉與哈里成立威廉王子與哈里王子基金會，以推動慈善事業。哈里於2019年6月退出該基金會。
2011年參與與傷兵同行未完成的北極之旅後，哈里於2013年12月加入該組織的南極探險隊，前往南極洲，陪伴來自英國、美國和英聯邦的12名傷殘軍人完成200英里行程。作為贊助人，他於2015年9月30日和10月20日與團隊同行。為提高愛滋病檢測意識，哈里於2016年7月14日在王室官方Facebook頁面直播接受檢測。隨後，他於7月21日出席南非德班的第21屆國際愛滋病大會。世界愛滋病日當天，哈里與蕾哈娜通過親自檢測推廣愛滋病篩查。自2016年起，哈里與泰倫斯·希金斯信託合作推廣愛滋病與性健康意識。2019年11月，為配合「全國愛滋病檢測周」，哈里代表該信託採訪愛滋病毒陽性的橄欖球員加雷斯·托馬斯。
2017年12月，哈里擔任BBC廣播四台《今日》節目客座編輯，採訪父親查理斯王儲、美國前總統巴拉克·奧巴馬等人，探討青年暴力、武裝部隊、心理健康、英聯邦、保育與環境等議題。同日，哈里正式出任環保非政府組織非洲公園主席，後於2023年轉任董事會成員。此前，他曾在馬拉威與該組織志願者及專業團隊合作，完成史上最大規模的大象遷徙行動之一，將500頭大象從利翁代國家公園及馬傑特野生動物保護區遷至恩科塔科塔野生動物保護區，以恢復因盜獵與棲息地喪失而減少的象群。哈里曾參與奧卡萬戈三角洲的犀牛遷移工作，後成為「博茨瓦納犀牛保護」（Rhino Conservation Botswana）贊助人。2018年7月，艾爾頓·約翰愛滋病基金會宣布哈里與英國歌手艾爾頓·約翰將發起全球聯盟，專注於「治療男性愛滋病毒感染」。

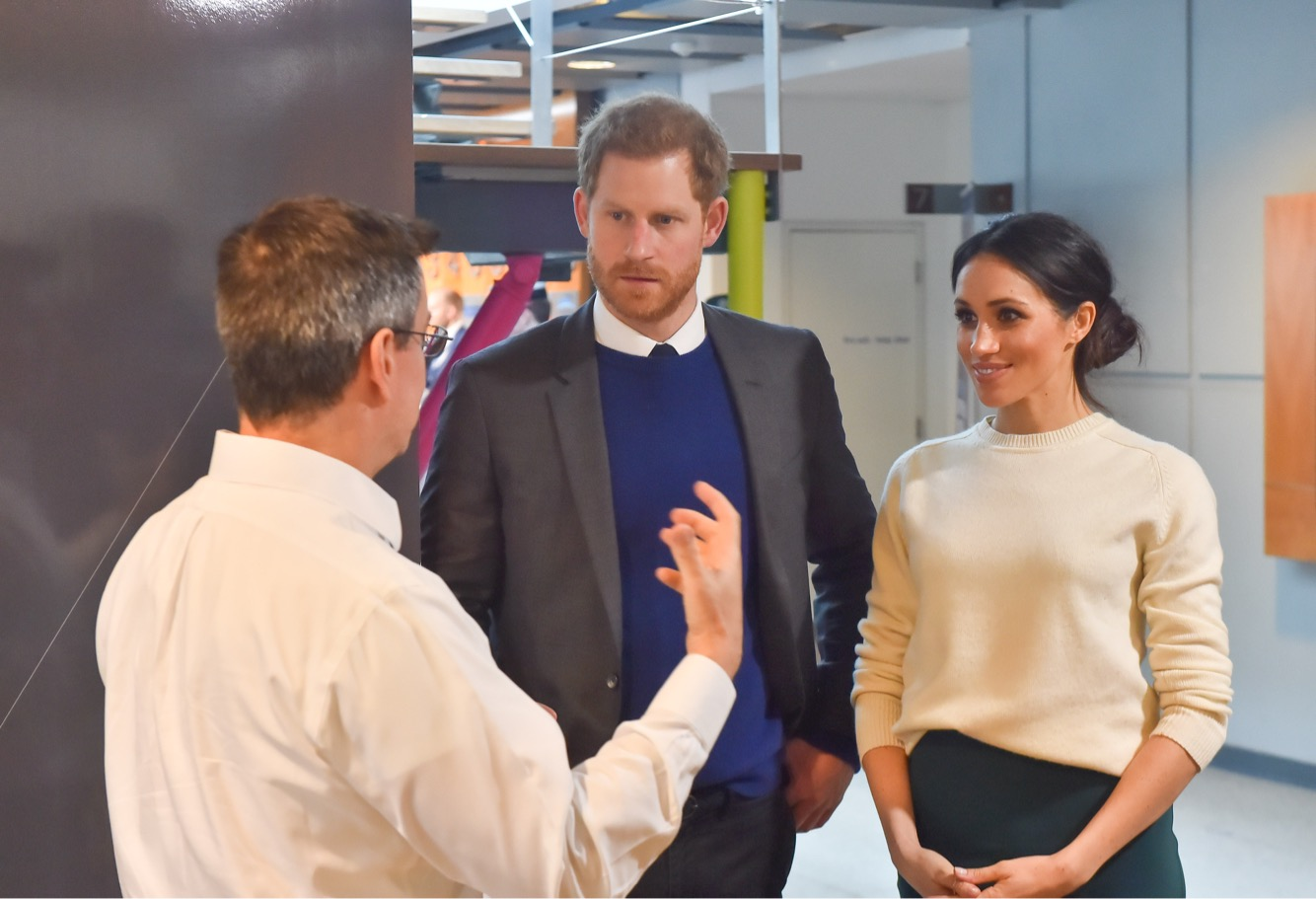
2018年，哈里與梅根參觀催化劑 (科學園區)

2019年5月，哈里與妻子梅根以及兄嫂共同推出英國首個24/7心理健康短信服務「Shout」。同年9月，哈里訪問荷蘭期間推出籌備兩年的「Travalyst」計劃，旨在與貓途鷹、Booking.com、攜程集團、Skyscanner和Visa公司等企業合作推動旅遊業可持續發展，應對氣候變化與環境破壞。。該組織後於2021年宣布與Google合作。10月，哈里與其他王室成員參與英國公共衛生部心理健康計劃「Every Mind Matters」宣傳。
2020年2月，哈里與瓊·邦·喬飛合作錄製歌曲《Unbroken》新版，由勇士不敗運動會合唱團伴唱，收益捐贈給「勇士不敗運動會基金會」。4月，他推出為軍人提供心理支持的平台「HeadFIT」，由皇家基金會「Heads Together」活動、英國國防部與倫敦國王學院共同開發。6月，哈里夫婦支持「#StopHateForProfit」運動，呼籲企業加入抵制仇恨言論。

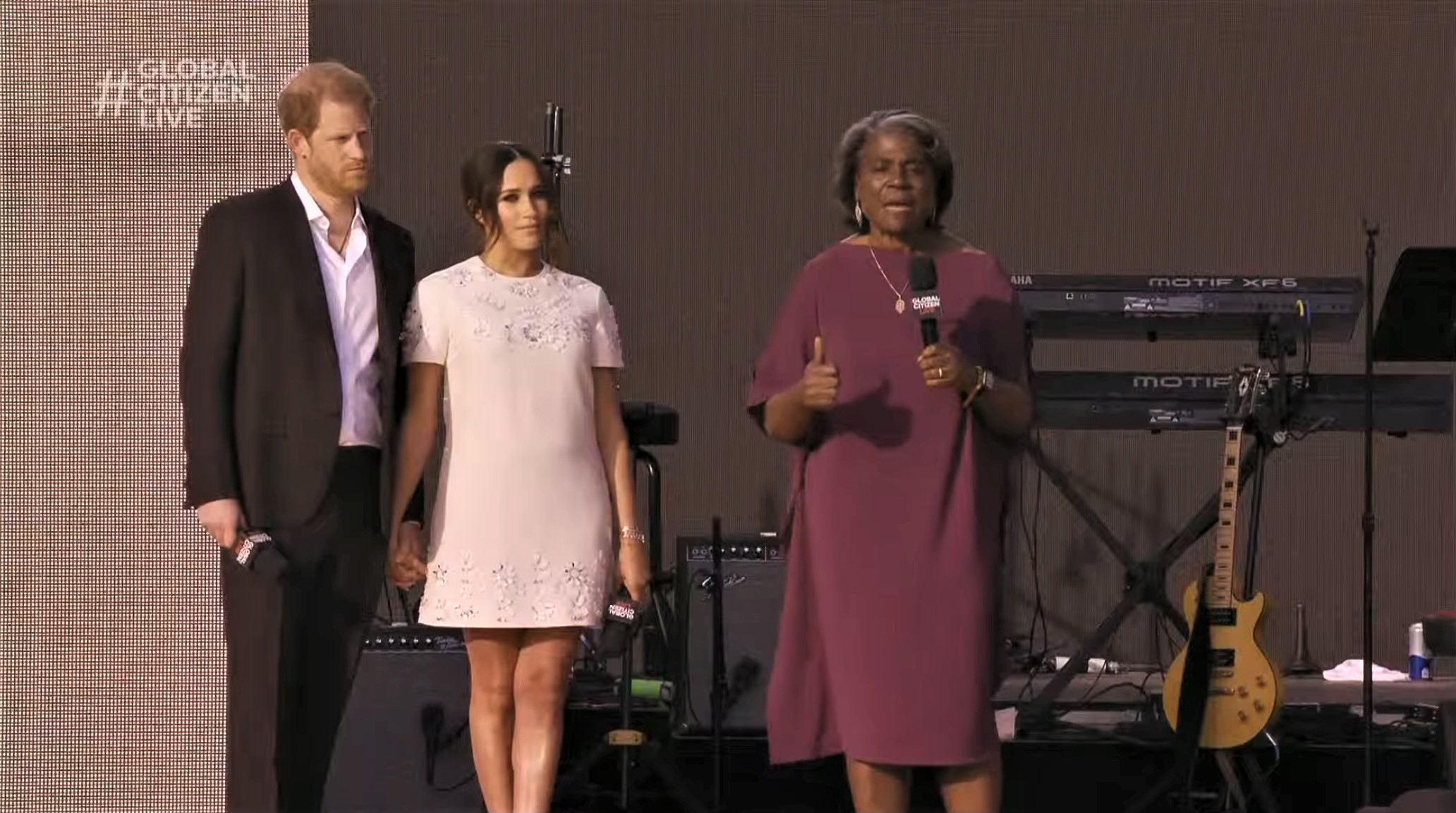
哈里與梅根及美國駐聯合國大使琳達·托馬斯-格林菲爾德出席2021年全球公民 (組織)活動

2021年4月，哈里夫婦獲宣布擔任「Vax Live: The Concert to Reunite the World」活動主席，該活動由全球公民組織籌辦，旨在提升2019冠狀病毒病疫苗接種率。他們還支持該組織發起的疫苗公平募款，並聯名致信製藥業CEO呼籲解決疫苗分配不均問題。同月，哈里為非洲公園「Hope Starts Here」影片旁白，紀念世界地球日，呼籲保護生物多樣性，並致敬祖父菲臘親王的環保貢獻。5月，他公開支持心理健康計劃「Peak State」，該計劃提供心理韌性訓練工具。
與母親戴安娜一樣，哈里長期支持排雷組織哈洛信托會。2010年，他曾隨該組織訪問莫桑比克雷區，2013年擔任其25周年倡議贊助人，2017年4月在肯辛頓宮主持「Landmine Free 2025」招待會，推動英國政府增加排雷資金。2019年9月，他重走母親22年前的安哥拉排雷路線，並於2021年6月譴責阿富汗排雷營遇襲事件。
2021年9月，哈里與美國第一夫人吉爾·拜登共同主持因疫情取消的「勇士運動會」線上活動。10月，他在《華盛頓郵報》撰文反對奧卡萬戈河石油鑽探，並與妻子及世界衛生組織總幹事譚德塞聯名致信二十國集團領袖，敦促加快疫苗全球分配。2022年3月，他們聯署「人民疫苗聯盟」（People's Vaccine Alliance）公開信，批評英國、歐盟與瑞士阻礙疫苗專利豁免。4月，哈里通過毛利電視台短片與演員瑞斯·達比、戴夫·凡恩推廣「Travalyst」環保旅行。2023年11月，哈里出任「Scotty's Little Soldiers」全球大使，該組織是他們婚禮時指定的七家捐款機構之一。

### 體育

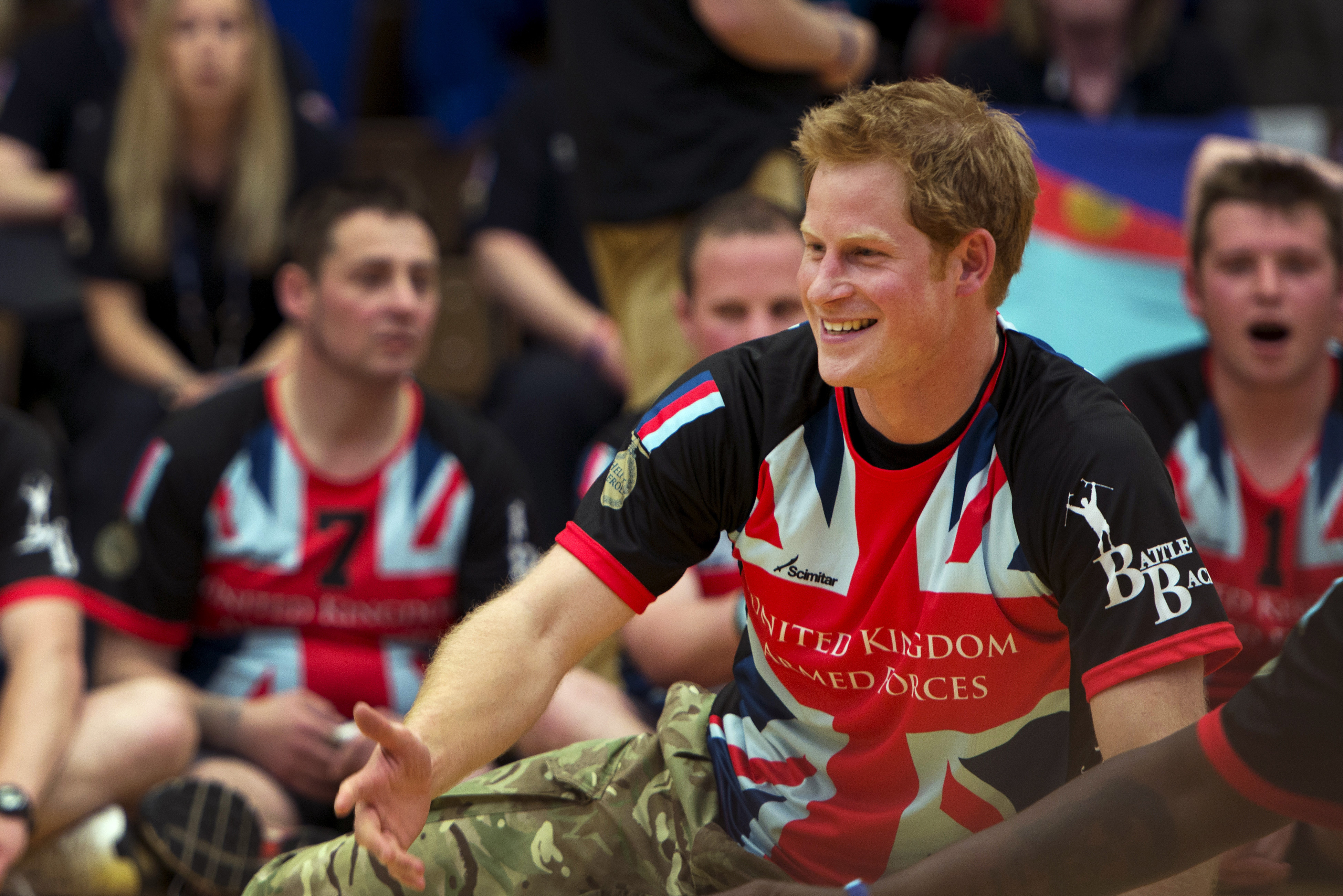
2013年參加勇士運動會期間，哈里在英國與美國隊的坐式排球表演賽中競技

哈里熱愛運動，包括競技性馬球、滑雪和摩托車越野賽。與其兄長和父親一樣，他曾參與馬球比賽為慈善事業籌款。哈里也是一名熱情的橄欖球類運動愛好者，曾支持英格蘭申辦橄欖球的2015年世界盃橄欖球賽，並在聯盟式橄欖球的2019年挑戰盃決賽上頒發獎盃。2004年，哈里曾接受英格蘭橄欖球聯合會的培訓擔任橄欖球發展官員，並在學校指導學生以鼓勵他們學習這項運動。他與前橄欖球運動員布萊恩·摩爾均主張，為響應Black Lives Matter運動，不應再在橄欖球場合演唱歌曲「輕搖，可愛的馬車”。2016年12月至2021年2月期間，他擔任英格蘭欖球聯合會和英格蘭聯盟式橄欖球聯合會的贊助人，後者是英格蘭聯盟式橄欖球的管理機構。自2010年起，他擔任英格蘭欖球聯合會的副皇家贊助人，支持作為贊助人的女王。
2012年，哈里與其兄長及嫂子共同發起了「Coach Core」計劃。該計劃在2012年奧運會後設立，為有志從事專業教練職業的人提供學徒機會。2017年1月，哈里訪問了「The Running Charity」及其合作機構Depaul UK，以強調運動在幫助無家可歸和弱勢群體中的作用。2019年6月，哈里出席了「Made by Sport」的啟動儀式，這是一個旨在籌集資金以促進弱勢社區體育發展的慈善聯盟。他在聲明中支持該慈善機構，認為將運動引入弱勢群體生活將為解決年輕人問題「節省數億英鎊」。

### 薩塞克斯皇家與阿奇韋爾
2019年6月，哈里夫婦宣布將從皇家基金會分拆，並於2019年底前建立自己的慈善基金會。不過，這對夫婦仍會與哈里的兄嫂合作共同項目，例如心理健康倡議「同心協力」。2019年7月，哈里與梅根的新慈善機構以「薩塞克斯皇家：薩塞克斯公爵與公爵夫人基金會」（Sussex Royal The Foundation of The Duke and Duchess of Sussex）之名在英格蘭與威爾斯註冊。2020年2月21日，官方確認這對夫婦退出公職後將不再使用「薩塞克斯皇家」作為品牌名稱。2020年8月5日，薩塞克斯皇家基金會更名為「馬克爾-溫莎基金會」並於同日解散。
2021年3月，英格兰和威尔士慈善委员会針對“薩塞克斯皇家”組織在解散期間是否符合慈善法規展開「監管與合規審查」。夫婦的代表聲明該基金會「由董事會管理」，且「僅針對公爵與公爵夫人的管理不當指控」並不正確。委員會最終結論指出基金會未違法，但批評董事會將「大量資金」用於設立與關閉該機構。
2020年4月，梅根與哈里確認新基金會（取代薩塞克斯皇家）將命名為「阿奇韋爾」。名稱源於希臘詞「arche」（意為「行動之源」），這也是其子名字的靈感來源。阿奇韋爾在美國註冊，並於2020年10月正式啟用網站。

## 公眾形象

### 爭議言行
年輕時的哈里以叛逆形象聞名，小報媒體更稱他為「野孩子」。17歲時，他曾被拍到吸食大麻、未成年飲酒，並在夜店外與狗仔隊發生肢體衝突。2005年初，他在威爾特郡一場以「殖民與土著」為主題的生日派對上，被拍到身穿納粹德意志非洲軍制服並佩戴卐字臂章。此舉引發媒體、政界及宗教人士強烈批評。克拉倫斯宮隨後發表公開聲明，哈里為此道歉。在21歲生日受訪時，他坦言此舉「非常愚蠢，我已吸取教訓」。
2005年1月，當被問及辛巴威女友切爾西·戴維時，哈里回應：「她不是黑人，你們懂的」。2009年1月，英國小報《世界新聞報》曝光哈里三年前拍攝的影片，其中他稱巴基斯坦籍軍校同學為「我們的小巴基朋友」，並稱戴迷彩頭巾的士兵為「布頭」。時任反對黨領袖大衛·卡梅倫批評這些用詞「不可接受」，《每日電訊報》則直指言論「涉種族歧視」。英國穆斯林青年組織更斥哈里為「暴徒」。影片另顯示他親吻同袍臉頰並舔舐對方，還詢問他人是否「覺得自己很同志」。克拉倫斯宮隨即代哈里致歉，聲明其言論無惡意。事後軍方要求哈里參加多元文化課程。同年，英國喜劇演員史蒂芬·K·阿莫斯指控，在2008年11月慶祝查理斯60歲生日的演出後，哈里評論其表演說：「你聽起來不像黑人」，但他希望此言僅是玩笑。
2007年10月，哈里與友人赴納米比亞旅行的影片流出，內容顯示他吸食伏特加並舔舐男性友人乳頭。2012年8月，哈里在拉斯維加斯度假期間，被拍到與一名女子於永利拉斯維加斯酒店房間內全裸玩「脫衣桌球」。美國名人網站TMZ於8月21日曝光照片，主流媒體於次日跟進報導。美國媒體刊登照片，但英國媒體多持保留態度。王室幕僚警告，若英國媒體刊登照片，克拉倫斯宮將向新聞訴願委員會投訴。聖詹姆士宮確認照片真實性，指哈里隱私遭侵犯並已聯繫新聞訴願委員會。8月24日，《太陽報》公開照片。
2021年12月，媒體披露哈里曾與沙烏地商人馬福茲·馬雷·穆巴拉克·本·馬福茲會面，後者獲頒大英帝國勳章一事正受蘇格蘭慈善監管機構辦公室調查。馬福茲於2013至2014年間與哈里會面，並向其慈善組織「森特巴萊」捐款5萬英鎊，另向哈里贊助的「與傷兵同行」捐贈1萬英鎊。《星期日泰晤士報》指這些會面為馬福茲接觸威爾斯親王鋪路。哈里在2021年12月稱此事為「大英帝國勳章醜聞」，表示2015年因質疑馬福茲動機而斷絕往來，但其父的幕僚否認曾討論此事。森特巴萊發言人強調會面與捐款無不當之處。
2024年3月，哈里因與吹牛老爹的關聯被列入性交易訴訟文件，該案指控吹牛老爹利用名人光環吸引派對賓客。

### 公眾輿論
鑒於哈里和梅根的環保主義，他們在2019年8月因據報在11天內乘坐四次私人飛機旅行而受到批評，其中包括一次前往法國尼斯的艾爾頓·強家中。這一批評與王室在2019年6月面臨的反應一致，當時揭露他們「因公務旅行而使碳足跡翻倍」。哈里在2021年8月和2022年8月再次因乘坐私人飛機從加州飛往阿斯彭參加年度慈善馬球比賽而引發爭議。2022年6月，在參加完白金禧年活動後返回加州的途中，哈里和梅根乘坐的私人飛機被估計「排放的碳是商業航班的十倍」。
婚後，哈里的受歡迎程度迅速上升，超過其他皇室成員，在統計與民調公司YouGov對3,600名英國人進行的調查中，77%的受訪者認為他討人喜歡。然而，他的受歡迎程度在退出皇室職務後下降，並在他與歐普拉·溫芙蕾的爭議性訪談、Netflix紀錄片系列及回憶錄發布後暴跌。2022年12月，YouGov發現哈里是英國皇室家族中第三不受歡迎的成員，僅次於他的叔叔安德魯王子和妻子梅根。《紐約時報》的莎拉·萊爾指出，回憶錄發布後，哈里和妻子在部分美國公眾和媒體中失去了支持。評論家認為，這種公眾聲譽的下降是由於哈里和梅根頻繁試圖保持持續的關注度，以及他們被認為的虛偽和自私。哈里和梅根退出皇室的行為在《南方公園》於2023年播出的一集中被諷刺。
2018年和2021年，哈里被《時代》雜誌選為全球100位最具影響力人物之一。2019年，該雜誌將哈里和妻子列為「網絡上25位最具影響力人物」之一。2021年，這對夫婦登上了該雜誌七個全球《時代100》封面之一。2023年，《人物》雜誌將他評為「年度25位最引人注目人物」之一。同年，《好萊塢報導》的詹姆斯·希伯德將哈里和梅根列為2023年好萊塢的輸家之一。
2024年5月哈里和梅根訪問尼日利亞後，澳大利亞廣播公司的露西亞·斯坦因認為，這對夫婦可能被皇室利用，並補充說，如果達成「混合工作模式」協議，「他們本可以發揮多大的幫助」。媒體編輯蒂娜·布朗評論稱，他們「對公眾極具吸引力，且非常擅長（公共參與）」。同年，哈里作為Travalyst創始人的角色在《時代》雜誌第二版「Time 100 Climate」名單中得到認可，該名單列出了最具影響力的氣候行動領袖。
2025年1月，賈斯汀·貝特曼稱哈里和梅根在洛杉磯的太平洋帕利塞德地區的帕利塞茲火災期間出現在食物銀行的行為「令人厭惡」，認為他們不是「政治家」，只是為了「拍照機會」，稱他們為「災難觀光客」。哈里和梅根在該地區的出現引發了媒體和公眾人物的不同反應。

## 頭銜和稱號
哈里最初被稱為「威爾斯的亨利王子殿下」。他在軍中使用「威爾斯」作為姓氏，因此在相關場合被稱為「哈里·威爾斯上尉」。
在他婚禮當天早上，伊利沙伯二世授予他薩塞克斯公爵、鄧巴頓伯爵和奇基爾男爵的頭銜。此後，他正式稱為「薩塞克斯公爵殿下」。在蘇格蘭時，他使用鄧巴頓伯爵的稱號，而在北愛爾蘭則使用奇基爾男爵的稱號。
2020年1月18日，白金漢宮宣布，由於哈里與梅根決定退出王室職務，自2020年3月31日起，他們將不再在公開或正式場合使用「殿下」稱號。但在法律和私人場合，他們仍被稱為「殿下」。
2003年，哈里在萊索托度過間隔年時，被當地人取了「莫哈萊」（意為戰士）的暱稱，這個名字源自莫舒舒一世的弟弟。

## 祖先
哈里的祖先具有王室和貴族血統。根據父系血統，他是溫莎王朝的成員，同時也是歐洲最古老王室之一奥尔登堡王朝（格呂克斯堡王朝的旁系分支）的後裔。
通過他的母親，哈里擁有森德蘭伯爵（現亦擁有馬爾博羅公爵爵位）的史賓沙家族旁系分支——史賓沙伯爵的血統，並通過外祖父擁有費莫伊男爵的血統。他也是兩位查理二世的私生子——第一代葛拉夫頓公爵亨利·斐茲洛伊和第一代里奇蒙公爵查爾斯·倫諾克斯的後代。
哈里的其中一位母系祖先是伊麗莎·基瓦克（Eliza Kewark）。在當代文獻中，她被描述為「一名深色皮膚的本地女性」或「來自孟買的亞美尼亞女性」。系譜學家威廉·亞當斯·雷特維森推測基瓦克是亞美尼亞人。2013年6月，有報導稱對哈里兩位遠房母系表親進行的基因譜系測試證實基瓦克的母系具有印度血統。
以下為哈里的三代祖先：
|  |                                           |  |  |  |  |  |  |  |  |  |  |  |  |  |  |  |
|  | 曾祖父：希臘和丹麥的安德烈亞斯王子        |  |  |  |  |  |  |  |  |  |  |  |  |  |  |  |
|  |                                           |  |  |  |  |  |  |  |  |  |  |  |  |  |  |  |
|  |                                           |  |  |  |  |  |  |  |  |  |  |  |  |  |  |  |
|  | 祖父：希臘和丹麥的菲臘王子                |  |  |  |  |  |  |  |  |  |  |  |  |  |  |  |
|  |                                           |  |  |  |  |  |  |  |  |  |  |  |  |  |  |  |
|  |                                           |  |  |  |  |  |  |  |  |  |  |  |  |  |  |  |
|  | 曾祖母：巴滕貝格的愛麗絲公主              |  |  |  |  |  |  |  |  |  |  |  |  |  |  |  |
|  |                                           |  |  |  |  |  |  |  |  |  |  |  |  |  |  |  |
|  |                                           |  |  |  |  |  |  |  |  |  |  |  |  |  |  |  |
|  | 父：英國國王查尔斯三世                    |  |  |  |  |  |  |  |  |  |  |  |  |  |  |  |
|  |                                           |  |  |  |  |  |  |  |  |  |  |  |  |  |  |  |
|  |                                           |  |  |  |  |  |  |  |  |  |  |  |  |  |  |  |
|  | 外曾祖父：英国国王乔治六世                |  |  |  |  |  |  |  |  |  |  |  |  |  |  |  |
|  |                                           |  |  |  |  |  |  |  |  |  |  |  |  |  |  |  |
|  |                                           |  |  |  |  |  |  |  |  |  |  |  |  |  |  |  |
|  | 祖母：英国女王伊丽莎白二世                |  |  |  |  |  |  |  |  |  |  |  |  |  |  |  |
|  |                                           |  |  |  |  |  |  |  |  |  |  |  |  |  |  |  |
|  |                                           |  |  |  |  |  |  |  |  |  |  |  |  |  |  |  |
|  | 外曾祖母：伊丽莎白·鲍斯-莱昂女爵          |  |  |  |  |  |  |  |  |  |  |  |  |  |  |  |
|  |                                           |  |  |  |  |  |  |  |  |  |  |  |  |  |  |  |
|  |                                           |  |  |  |  |  |  |  |  |  |  |  |  |  |  |  |
|  | 薩塞克斯公爵哈里王子                      |  |  |  |  |  |  |  |  |  |  |  |  |  |  |  |
|  |                                           |  |  |  |  |  |  |  |  |  |  |  |  |  |  |  |
|  |                                           |  |  |  |  |  |  |  |  |  |  |  |  |  |  |  |
|  | 外曾祖父：第七代史賓沙伯爵阿爾伯特·史賓沙 |  |  |  |  |  |  |  |  |  |  |  |  |  |  |  |
|  |                                           |  |  |  |  |  |  |  |  |  |  |  |  |  |  |  |
|  |                                           |  |  |  |  |  |  |  |  |  |  |  |  |  |  |  |
|  | 外祖父：第八代史賓沙伯爵約翰·史賓沙       |  |  |  |  |  |  |  |  |  |  |  |  |  |  |  |
|  |                                           |  |  |  |  |  |  |  |  |  |  |  |  |  |  |  |
|  |                                           |  |  |  |  |  |  |  |  |  |  |  |  |  |  |  |
|  | 外曾祖母：欣希雅·漢密爾頓女爵             |  |  |  |  |  |  |  |  |  |  |  |  |  |  |  |
|  |                                           |  |  |  |  |  |  |  |  |  |  |  |  |  |  |  |
|  |                                           |  |  |  |  |  |  |  |  |  |  |  |  |  |  |  |
|  | 母：戴安娜·史賓沙女爵                     |  |  |  |  |  |  |  |  |  |  |  |  |  |  |  |
|  |                                           |  |  |  |  |  |  |  |  |  |  |  |  |  |  |  |
|  |                                           |  |  |  |  |  |  |  |  |  |  |  |  |  |  |  |
|  | 外曾祖父：第四代弗莫伊男爵莫里斯·罗什     |  |  |  |  |  |  |  |  |  |  |  |  |  |  |  |
|  |                                           |  |  |  |  |  |  |  |  |  |  |  |  |  |  |  |
|  |                                           |  |  |  |  |  |  |  |  |  |  |  |  |  |  |  |
|  | 外祖母：尊敬的法蘭西絲·羅什               |  |  |  |  |  |  |  |  |  |  |  |  |  |  |  |
|  |                                           |  |  |  |  |  |  |  |  |  |  |  |  |  |  |  |
|  |                                           |  |  |  |  |  |  |  |  |  |  |  |  |  |  |  |
|  | 外曾祖母：露丝·西尔维娅·吉尔              |  |  |  |  |  |  |  |  |  |  |  |  |  |  |  |
|  |                                           |  |  |  |  |  |  |  |  |  |  |  |  |  |  |  |
|  |                                           |  |  |  |  |  |  |  |  |  |  |  |  |  |  |  |

## 延伸閲讀
- Bower, Tom. . London: Blink Publishing. 2022. ISBN 978-1-78870-503-5.
- Campbell, Lady Colin. . London: Dynasty Press Ltd. 2020. ISBN 978-1-64313-675-2.
- Lacey, Robert. . London: William Collins. 2020. ISBN 978-0-00-840852-7.
- Levin, Angela. . London: John Blake. 2018. ISBN 978-1-78946-002-5.
- Scobie, Omid; Durand, Carolyn. . London: Dey Street Books. 2020. ISBN 978-0-06-304610-8.

## 外部連結
- 英國王室官方網站中的頁面（英文）
- 加拿大政府官方網站中的頁面（英文）
- 英國國家肖像館中的薩塞克斯公爵哈里王子肖像 （英文）
- 薩塞克斯公爵哈里王子在互联网电影资料库（IMDb）上的資料（英文）
- C-SPAN內的頁面（英文）

| 薩塞克斯公爵哈里王子 溫莎王朝出生于：1984年9月15日 | 薩塞克斯公爵哈里王子 溫莎王朝出生于：1984年9月15日 | 薩塞克斯公爵哈里王子 溫莎王朝出生于：1984年9月15日 |
| 頭銜繼承順序                                       | 頭銜繼承順序                                       | 頭銜繼承順序                                       |
| -------------------------------------------------- | -------------------------------------------------- | -------------------------------------------------- |
| 前任者： 威爾斯的路易王子                          | 英国王位继承顺序 第五顺位                          | 下一順位： 薩塞克斯的亞契王子                      |
| 聯合王國貴族爵位                                   |                                                    |                                                    |
| 空缺上一位持有相同頭銜者：奧古斯都·弗雷德里克王子  | 薩塞克斯公爵 第二次建立 2018年至今                 | 現任 繼承人：薩塞克斯的亞契王子                    |
| 聯合王國排位名單                                   |                                                    |                                                    |
| 前任者： 威爾斯親王                                | 紳士 薩塞克斯公爵                                  | 下一順位： 威爾斯的喬治王子                        |